# 石磨

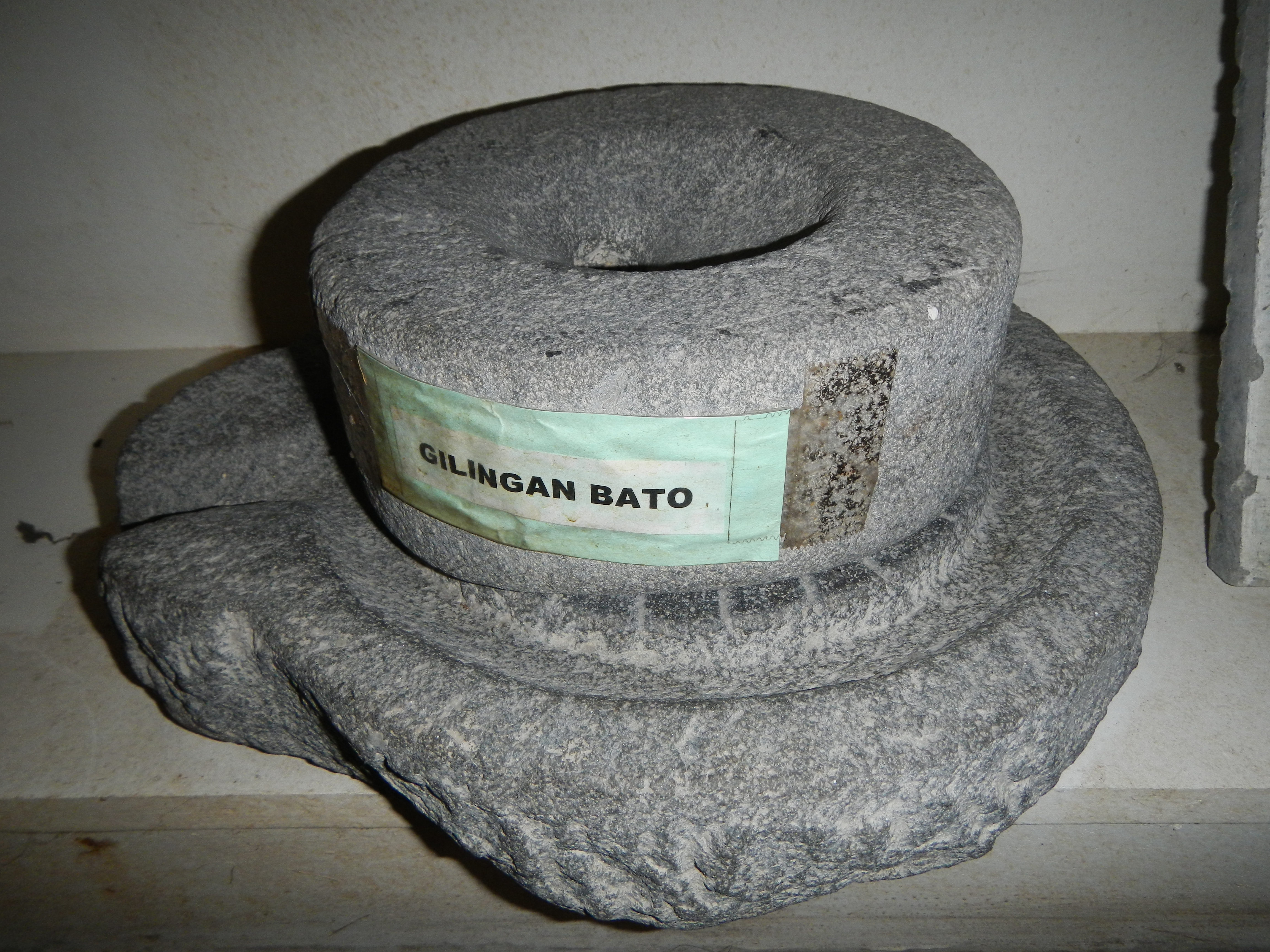

石磨是由2個圓柱狀的石組成，用砂岩硺磨而成，可以把米、麦、豆等粮食加工磨成粉末。

## 歷史
在6萬年前，生活在澳洲北部的原住民已使用石器研磨種子，是目前已知最早使用石器研磨作物的人類。轉磨在公元前6世紀在地中海西部出現，亦即伊比利亞半島東北部及北非沿岸，腓尼基人最早使用轉磨，在公元前4世紀傳入法國南部及意大利西西里島，轉磨的普及使麵包成為當地人的主食，之後隨羅馬帝國傳入希臘、小亞細亞及黎凡特等近東及中東地區，並且應用畜力和水力等方式驅動，至4世纪以后，採用上射式立轮水磨进行生产的大型磨坊日漸成熟。
中國古代將磨稱作硙，漢代時期才開始稱作磨。石磨在中国的發展較晚，推算在公元前5世紀後的战国時期才開始使用。雖然西漢轉磨的外觀與地中海轉磨相似，但西汉早期转磨的磨齿为较原始的凹坑状，效率低下，轉磨在西漢時期尚未普及，在東漢時期開始增多，至魏晉時期技術漸漸完善和普及。

## 用法
石磨有两盘，由於两盘齿槽相同，通常石磨下盘静止，而上盘转动，上盘反扣而逆时针转动，由於旋向不同。所以颗粒會从内向外输送而由粗变细，大型石磨的下盘通常會做成微凹的碟型，且中心部分可不加工齿槽，而形成磨膛會向齿槽配送物料的效果。

## 外部連結
维基共享资源上的相關多媒體資源：石磨